# Racoviță
Racoviță – bojarski ród wołoski, z którego pochodziło kilku hospodarów Wołoszczyzny i Mołdawii w XVIII wieku.
Duże znaczenie osiągnął już w XVII w., a trony hospodarskie jego przedstawiciele (Michał Racoviță oraz jego synowie Konstantyn i Stefan) pozyskali dzięki szybkiemu zhellenizowaniu się rodziny oraz włączeniu się w kręgi rodzin fanariockich. Z rodziny tej pochodził także Emil Racoviță, znany rumuński biolog, badacz Antarktyki.